# SG Grenzach-Wyhlen
Die Sportgemeinschaft Grenzach-Wyhlen 1918 e.V. ist ein Fußballverein aus dem südbadischen Ort Grenzach-Wyhlen im Landkreis Lörrach in Baden-Württemberg. Der Verein ist im Jahr 2013 aus den beiden Vereinen 1. FC Grenzach 1918 und SV Wyhlen 1928 hervorgegangen.

## Geschichte
Beide Vereine, aus denen die Sportgemeinschaft hervorging, hatten ihre erfolgreichsten Jahre in den 1960er Jahren, in denen beide Vereine zu unterschiedlichen Zeiten in der 1. Amateurliga spielten.

### 1. FC Grenzach
Der 1. FC Grenzach wurde 1918 gegründet. Nach dem Meistertitel in der 2. Amateurliga Südbaden 1964 durfte man ab der Saison 1964/65 bis 1968/69 in der 1. Amateurliga spielen.

### SV Wyhlen
Der SV Wyhlen ist Nachfolger des 1. FC Wyhlen, der 1928 gegründet wurde. Am 12. Juli 1946 wurde der Verein in Sportverein Wyhlen, Abt. Fußball umbenannt. Im Jahre 1951 erfolgte eine erneute Umbenennung in Turnerbund Wyhlen, Abt. Fußball. Seit dem 1. August 1952 wurde die Fußballabteilung wieder ein eigenständiger Verein unter dem Namen Sportverein Wyhlen 1928 e. V.
Der SV Wyhlen ist 1958 in die drittklassige 1. Amateurliga Südbaden aufgestiegen und konnte sich 2 Spielzeiten lang dort halten. Am Ende der Saison 1960/61 folgte der Abstieg.

### Fusion
Ab 2010 bildeten die Juniorenmannschaften des 1. FC Grenzach und des SV Wyhlen eine Spielgemeinschaft. In der Spielzeit 2012/13 nahmen auch die Herrenmannschaften als Spielgemeinschaft am Spielbetrieb teil. Ende April 2013 beschlossen beide Vereine zu fusionieren. Der 1. FC Grenzach löste sich dabei auf. Dessen Mitglieder traten dem SV Wyhlen bei, der sich in Sportgemeinschaft Grenzach-Wyhlen 1918 e.V. umbenannte. Unzufriedene Mitglieder vornehmlich aus Grenzach gründeten am 19. Oktober 2015 den Sportclub Grenzach 2015 e.V., der ab September 2016 am Spielbetrieb teilnimmt.